# Alsavia
« À la pointe de l'exigence »
Alsavia (code IATA : XG, code OACI : ALV) était une compagnie aérienne régionale française filiale des compagnies Air France, TAT et Crossair, assurant une ligne régulière au départ de Mulhouse et les affrètements pour ses compagnies propriétaires.

## Histoire
La compagnie est créée en février 1989 par André-Paul Weber,.
Elle assure en premier, à partir d'octobre 1989, des liaisons pour le compte d'Air France qui rentre rapidement au capital d'Alsavia à hauteur de 14% en Mars 1990. Alsavia assure par exemple depuis le 2 mai 1990, pour le compte d'Air France, les liaisons Bâle/Mulhouse-Düsseldorf ou Strasbourg-Düsseldorf.
Viendra ensuite la compagnie TAT basée à Tours qui rentrera au capital à hauteur de 20% puis la compagnie Suisse Crossair pour 33,33%,.
Alsavia était principalement devenue un sous-traitant de TAT, qui utilisait toujours ses deux Embraer 120 Brasilia à la disparition d'Alsavia.
En 1991, la compagnie employait 32 personnes dont 16 personnels navigants et possédait 5 avions.
Son unique ligne régulière débutée en Avril 1992, Mulhouse-Marseille (2 vols quotidiens) a été stoppée faute de trafic.
La compagnie qui a perdu 4,4 millions en 1992 a déposé son bilan le 3 février 1993. L'entreprise a demandé une mise en redressement judiciaire.
Elle a été liquidée le 31 juillet 1993.

## Le réseau
- Bâle/Mulhouse-Marseille.

## Flotte
- Embraer 120RT Brasilia : F-GHEY[10] et F-GHEX[11] (les deux aux couleurs de la TAT).
- Saab 340B: F-GKLA (aux couleurs d'Air France[12]).